# Micranurida forsslundi
Micranurida forsslundi är en urinsektsart som beskrevs av Hermann Gisin 1949. Micranurida forsslundi ingår i släktet Micranurida, och familjen Neanuridae. Arten är reproducerande i Sverige.